# Рае (волость)
Рае (ест. Rae vald) — волость в Естонії, у складі повіту Гар'юмаа. Волосна адміністрація розташована в селищі Юрі.

## Розташування
Площа волості — 206,7 км², чисельність населення становить 14970 осіб.
Адміністративний центр волості — сільське селище (ест. alevik) Юрі. Крім того, на території волості знаходяться ще 4 селища (Ассаку, Ваїда, Лагеді, Пеетрі) і 27 сіл: Аавіку (Aaviku), Арувалла (Aruvalla), Ваідасоо (Vaidasoo), Васкйала (Vaskjala), Копліметса (Koplimetsaa), Вескітагусе (Veskitaguse), Йяквекюла (Järveküla), Кадака (Kadaka), Карла (Karla), Каутяала (Kautjala), Коплі (Kopli), Курна (Kurna), Лехмйа (Lehmja), Ліму (Limu), Пайупеа (Pajupea), Патіка (Patika), Пілдікюла (Pildiküla), Рае (Rae), Салу (Salu), Селі (Seli), Соодевахе (Soodevahe), Сууреста (Suuresta), Суурсоо (Suursoo), Туулевялйа (Tuulevälja), Юлейие (Ülejõe), Юрвасте (Urvaste), Ууесалу (Uuesalu).